# Filogenesi
La filogenesi (non comune filogenia) è il processo di ramificazione delle linee di discendenza nell'evoluzione della vita. La sua ricostruzione è fondamentale per la sistematica, che appunto si propone di ricostruire le relazioni di parentela evolutiva tra gruppi tassonomici (a qualunque livello sistematico) di organismi.
(Rita Levi Montalcini, La Galassia Mente, Baldini & Castoldi, Milano, 2001)
La filogenesi studia l'origine e l'evoluzione di un insieme di organismi (in genere di una specie). Compito essenziale della sistematica è determinare le relazioni ancestrali fra specie note (vive o estinte).

## Storia

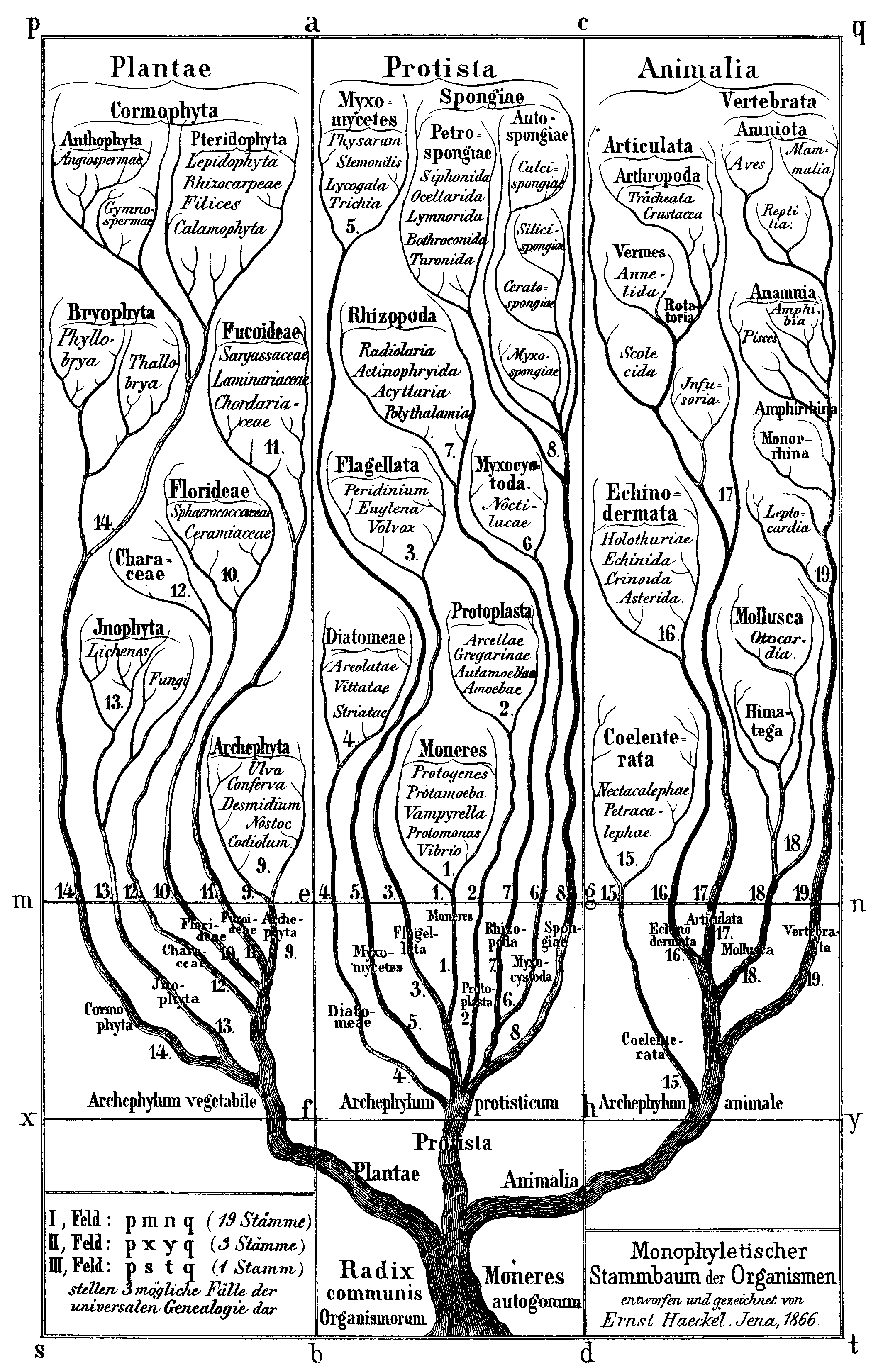
L'albero della vita di Ernst Haeckel, 1866

Nel XIX secolo fu proposta da Ernst Haeckel la teoria della ricapitolazione. Espressa nelle sue parole:
Questa teoria è sintetizzata nella formula «l'ontogenesi ricapitola la filogenesi». La versione originale di questa ipotesi è stata ritenuta troppo semplificata e fuorviante, sebbene la biologia moderna riconosca comunque molteplici connessioni fra ontogenia e filogenia, e le spieghi attraverso la teoria dell'evoluzione considerandole come argomenti in suo favore.

## Metodologie
Il diagramma che mostra i rapporti filogenetici tra specie o gruppi superiori si chiama albero filogenetico.
Le due metodologie più comunemente adoperate per ricostruire un albero filogenetico sono la fenetica e la cladistica.

### Fenetica
La fenetica poggia sul postulato di base che il grado di somiglianza tra due taxa sia correlato al grado di parentela. In biologia la fenetica, talvolta indicata come tassonomia numerica, è una tecnica la cui finalità è la classificazione degli organismi sulla base della somiglianza, spesso nella morfologia o in altre caratteristiche osservabili, senza tener conto della filogenia o della relazione evolutiva.
Nella ricerca dei rapporti evolutivi fra le specie, la fenetica è stata in gran parte sostituita dalla cladistica. Tuttavia, alcuni biologi continuano a usare determinati metodi fenetici come approssimazione ragionevole della filogenia quando i metodi cladistici risultano informaticamente troppo costosi.

### Cladistica
La cladistica (dal greco κλάδος, klados, ramo) ricostruisce la filogenia classificando gli organismi viventi in base a criteri evolutivi. Il padre fondatore di questa disciplina fu l'entomologo tedesco Willi Hennig, che la battezzò sistematica filogenetica.
Il tentativo di derivare la complessità dell'essere umano dagli altri esseri viventi sulla base delle proprietà del genoma si è rivelato vano. Infatti, il numero di geni presenti nel nucleo di una cellula umana è largamente inferiore rispetto a quello di altre specie di piante e animali che risultano a un livello più alto rispetto a quello della famiglia dei vertebrati.
Un'analisi cladistica si può basare su un'ampia varietà di dati, incluse le analisi di sequenza del DNA (cosiddetti "dati molecolari"), dati biochimici e dati morfologici.
Linee filetiche discendenti dallo stesso ramo si dicono gruppi monofiletici. Se tale gruppo non comprende tutti i discendenti del progenitore ancestrale verrà detto parafiletico.
Uno dei criteri utilizzati nelle analisi cladistiche è quello della massima parsimonia.

### Approccio congiunto fenetico-cladistico
I sostenitori delle due metodologie hanno dato vita a dispute anche molto accese in cui l'approccio fenetico e quello cladistico si sono a lungo contrapposti. Al giorno d'oggi fenetica e cladistica sono utilizzate come metodiche indipendenti ma che possono integrarsi a vicenda.
La filogenesi molecolare ha grandissima importanza non solo a livello microrganismico, ma anche negli animali superiori, basti pensare al grandissimo utilizzo dei marcatori come l'rRNA mitocondriale oppure i geni codificanti la tubulina nel determinare rapporti a moltissimi livelli tassonomici.